# Вышгородское княжество
Вышгородское княжество (XI — XIII века) — удел в Киевском княжестве времён феодальной раздробленности на Руси с центром в городе Вышгород. Княжеский стол в Вышгороде упоминается со 2-й пол. XI века.

## История
Вышгородское княжество, как и сам Киев, не закрепилось за определённой княжеской ветвью. Вышгород, защищающий северный подступ в Киеву, занимали как правило родственники или союзники киевского князя, как одно из причастий в Русской земле. Сведения о вышегородских князьях отрывочны и в летописях они упоминаются редко.
В 1240 году Вышгород был разорён монгольским ханом Батыем. После этого ни город, ни княжество в летописях не упоминаются.

## Известные князья
| Имя                        | Годы правления |
| -------------------------- | -------------- |
| Ярополк Изяславич          | 1077 — 1078    |
| Всеволод Мстиславич        | 1136           |
| Андрей Юрьевич Боголюбский | 1149           |
| Вячеслав Владимирович      | 1149 — 1150    |
| Андрей Юрьевич Боголюбский | 1150 — 1151    |
| Вячеслав Владимирович      | 1156           |
| Давыд Ростиславич          | 1167 — 1180    |
| Ярослав Владимирович       | 1199 — 1205    |
| Ростислав Рюрикович        | 1205 — 1210    |